# 皮斯卡塔夸河大桥
皮斯卡塔夸河大桥（英語：Piscataqua River Bridge）是95號州際公路跨越皮斯卡塔夸河的大桥，连接了新罕布什尔州朴次茅斯与缅因州的基特里，双向六车道。